# 元朗文化康樂大樓

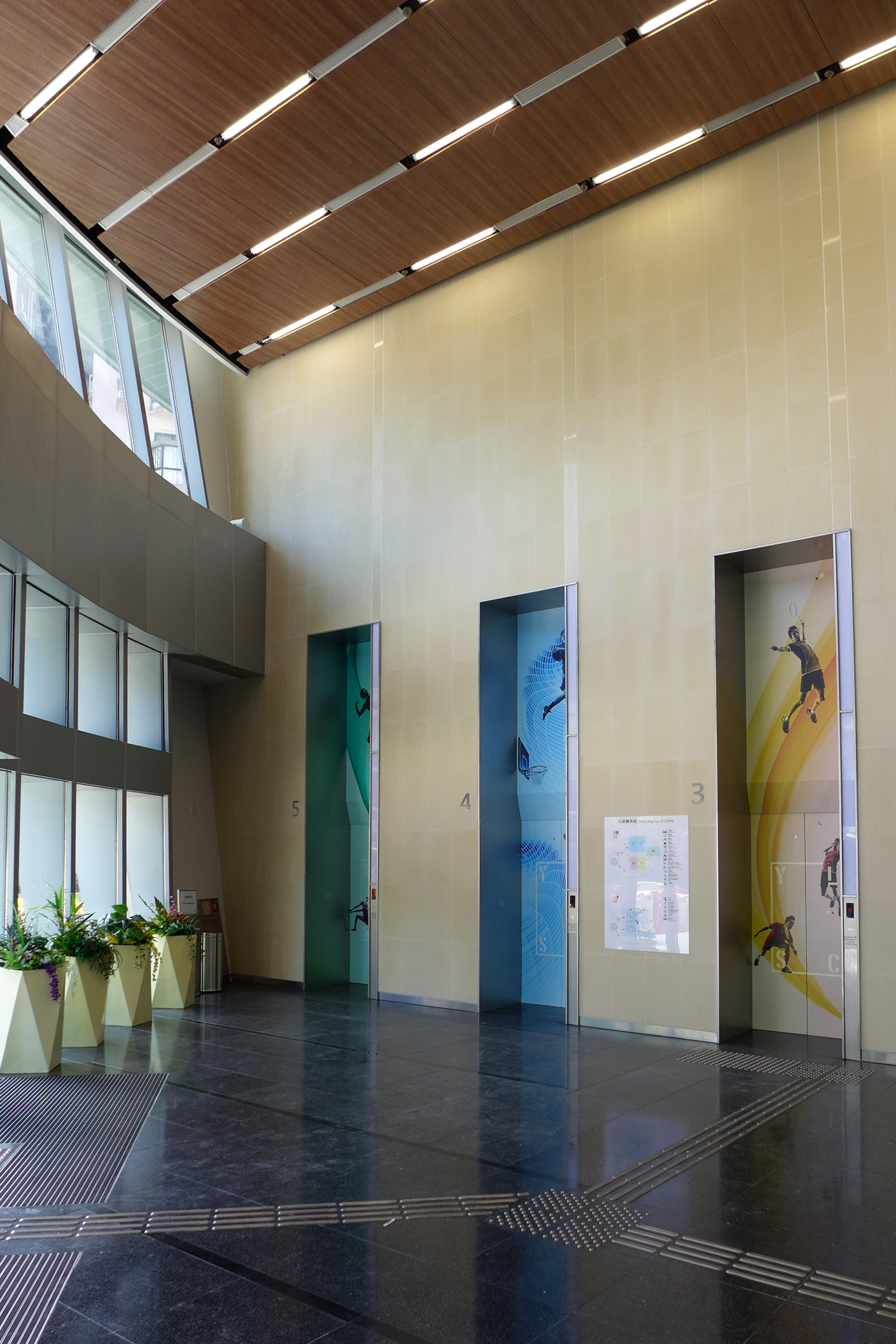
元朗體育館地下大堂

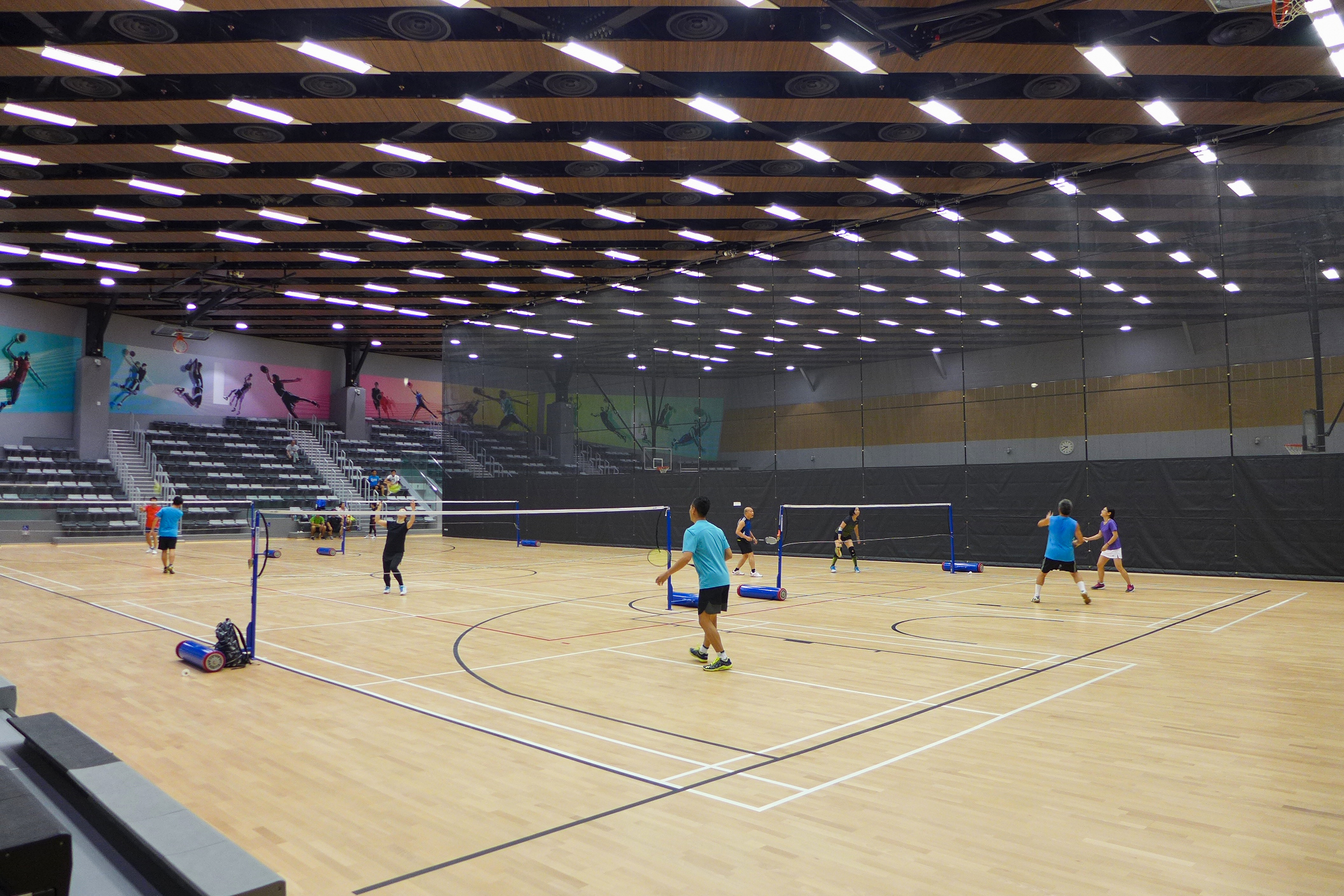
多用途主場

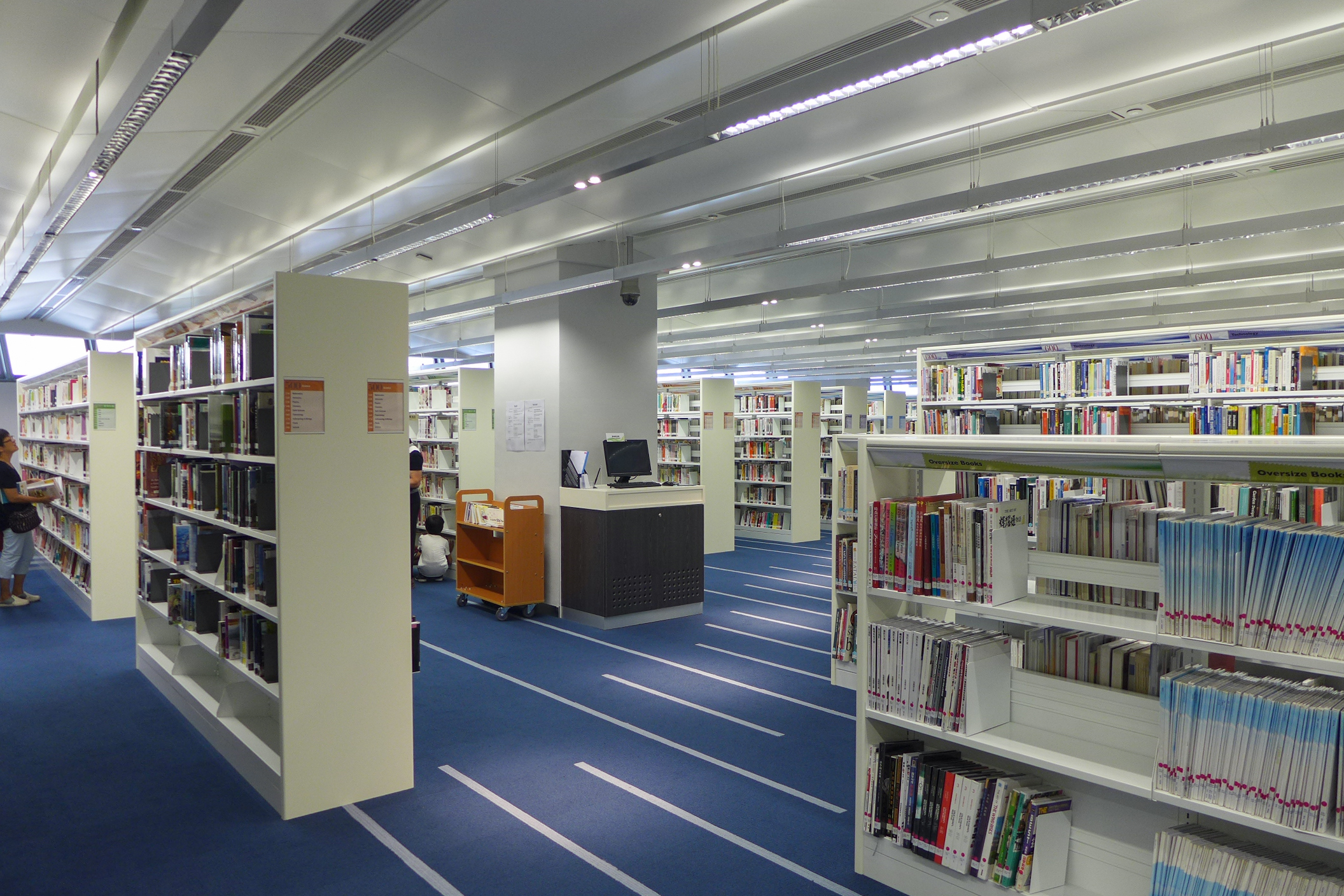
元朗公共圖書館

元朗文化康樂大樓（英語：Yuen Long Leisure and Cultural Building）是香港的大型多用途文化康樂綜合建築，也是繼2013年屏山天水圍文化康樂大樓啟用後，第二座以「文化康樂大樓」為名的公共設施。大樓耗資七億港元興建，位於香港新界元朗區馬田路52號，樓高4層，佔地約6800平方米，於2017年初落成，2017年6月6日對外開放體育館部份，由康樂及文化事務署管理。該建築物由巴馬丹拿建築師事務所設計及建築署擔任項目管理，總承建商為聯力建築有限公司。

## 歷史
1970年6月29日，元朗大會堂尼克遜圖書館開幕。
元朗公共圖書館舊址位於香港新界元朗區橋樂坊2號元朗政府合署1樓，其佔地約1540平方米。
元朗文化康樂大樓為區域市政局遺留下來的工程項目，原稱「元朗第3區公共圖書館及體育館」。在2005年行政長官《施政報告》中公布會優先推行該項目。項目前身為公園，設兩個五人足球場、一個滾軸溜冰場、緩跑徑和休憩處。根據2008年12月立法會財務委員會文件顯示，原預計建造工程於2009年6月底展開，於2012年5月竣工。
不過附近居民擔心受到工程影響，批評當局未有進行諮詢，政府最後被迫撤回撥款，到2010年2月才重新提交工程撥款及初步設計圖。議員批評圖書館及體育館的設計浮誇，有如「天外飛船」，與周邊的屋苑格格不入。政府到2010年才展開工程，但工程延誤，落成延後多時。到2013年11月有地盤工人被拖欠薪金，至2014年1月欠薪已累積200萬港元，有工人更情緒激動登上平台揚言自殺。2014年11月，康文署向元朗區議會建議大樓命名為「元朗文化康樂大樓」，並獲得通過。雖在2016年11月下旬完工，但再次延後多時，2017年6月6日先行對外開放體育館部份。圖書館在2017年6月19日投入服務。大樓於2017年11月20日正式開幕，由時任政務司司長張建宗、康樂及文化事務署署長李美嫦、建築署署長梁冠基、元朗民政事務專員麥震宇及元朗區議會主席沈豪傑等主持。

## 設計
大樓以橢圓形的螺殼為設計意念，為了避免影響低層單位景觀，樓高為35米，亦設屋頂綠化。

## 設施
位於大樓地下至1樓，面積約2900平方米，設有成人圖書館、兒童圖書館、學生自修室、報刊閱覽室、多媒體資料圖書館、電腦資訊中心、推廣活動室和互聯網數碼站，館藏約14萬項。2樓為中央書庫，不對外開放。

### 元朗體育館
元朗體育館 （項目稱為元朗第3區體育館），大樓3樓及4樓，4樓設有多用途主場，而3樓設有兩個多用途活動室、一間健身室、一間設有4張球枱的乒乓球室、一間兒童遊戲室等，是該署在區內第七個室內體育館。，毗鄰元朗劇院、馬田村及安興遊樂場，前身為馬田路五人足球場。項目佔地約7,600平方米，於2017年6月6日啟用。建築物由巴馬丹拿建築師事務所及建築署設計。

## 鄰近
- 元朗劇院
- 匡智元朗晨樂學校
- 朗景臺
- 馬田村